# 폭조 바헌터
《폭조 바헌터》(일본어: 爆釣バーハンター)는 반다이에서 개발한 낚시 게임이다. TV 애니메이션은 2018년 10월 2일부터 2019년 3월 26일까지 TV 도쿄 계열에서 방영되었다. 대한민국에서는 투니버스에서 《월척! 바헌터》라는 제목으로 2020년 5월 12일부터 7월 28일까지 매주 화요일 밤 10시에 방영했다.

## 개요
반다이, 쇼가쿠칸, 도에이 애니메이션 3사 공동 기획으로 하는 프로젝트이다.

## 우리말 녹음 목소리 출연
- 정유정: 강파랑
- 최한: 강태공, 스트라이커북
- 박시윤: 포테펭
- 박성태: 강사공
- 김광국: 나오만, 휴지 미라
- 한신: 나화신
- 이계윤: 슈아슈아
- 김현심: 상점 주인, 피자 가게 주인, 오락실 언니, 편의점 주인, 카레카레, 해녀, 누님펭, 약파랑, 파랑 캡슐 복어
- 김다올: 내레이션, 피자냐, 후추 포테펭, 붕어 응가, 참치라이더, 스프레이 키드, 신 후루룩, 비트맨터, 폭식귀, 암기왕, 파티피앵콜, 데이터 타이탄, 코딱지신령급
- 홍승효: 메가 샤크, 미스터 빙, 연구원, 선장, 제왕 이무기, 프리미엄 기가샤크, 편집장, 석쇠킹, 랜스 로드, 디노 볼케이노 렉스, 천지신령급 제2형태, 천지신령급 최종 단계
- 유영: 파랑 엄마, 보컬, 대문, 리나, 골든 에구, 복자씨, 칼단발, 연어 마스크, 펭아지, 여펭친, 연결뱀, 줄넘기뱀, 천지신령급 제1형태, 트롤링 와이스1
- 시영준: 폭군 붕어
- 강호철: 가짜 선장, 왕바람
- 김명준: 신제수
- 원호섭: 마초킹
- 이호산: 최강호, 상어 응가 형님
- 정혜원: 파스타머겅, 서하루
- 김기흥: 추장펭, 스트로조개, 빨강 캡슐 복어
- 강새봄: 장만수, 응가, 렌즈챙이, 모나리자, 아내펭, 트롤링 와이스3, 까꿍이, 제노바 신
- 김도희: 소라, 배구 복어, 비서, 한별이, 아들펭, 풍선 문어, 트롤링 와이스2, 나아영
- 이상호: 고동, 노민구, 데스 소울쉽, 무에타이 선수
- 강성우: 풍선 문어, 슈팅 고래, 레드, 서민호, 까마귀, 코믹 크라켄, 실러스캔스, 추태펭, 쓱싹코끼리

## 방영 목록
| 회차          | 제목                                                 | 방송 일자       |
| ------------- | ---------------------------------------------------- | --------------- |
| 1화           | 가슴이 두근두근! 정체 불명의 거대 바 소울!           | 2020년 5월 12일 |
| 2화           | 신기한 피싱타운! 뒤죽박죽 바 헌터 낚시대회!          | 2020년 5월 12일 |
| 3화           | 비밀 침투 작전! 붉은 번개의 나화신을 찾아라!         | 2020년 5월 19일 |
| 4화           | 수수께끼 바 소울! 황금빛 검객, 폭군붕어는 어디에?!   | 2020년 5월 19일 |
| 5화           | 사랑의 장치 메모리! 참치 라이더를 잡아라!            | 2020년 5월 26일 |
| 6화           | 최강의 조직 월척단! 폭풍낚시 왕바람을 만나다!        | 2020년 5월 26일 |
| 7화           | 포테펭과 슈아슈아! 파랑이를 위한 지옥 훈련!          | 2020년 6월 2일  |
| 8화           | 공포의 수영장 알바! 전설의 릴마스터를 찾아라!        | 2020년 6월 2일  |
| 9화           | 신 후루룩 라면! 매운 라면의 끝판왕을 만나다!         | 2020년 6월 9일  |
| 10화          | 다시 만난 나화신! 붉은 야망의 전주곡!                | 2020년 6월 9일  |
| 11화          | 털복숭이 만화가 오왕털!? 창조수 코믹크라켄을 찾아라! | 2020년 6월 16일 |
| 12화          | 월척단 단장! 태양의 남자 최강호!                     | 2020년 6월 16일 |
| 13화          | 포테펭 구하기 대작전! 무한 리필 폭식귀를 잡아라!     | 2020년 6월 23일 |
| 14화          | 정체불명의 괴담! 우리학교 7대 미스테리!              | 2020년 6월 23일 |
| 15화          | 신비한 고대 바코드 문명! 전설의 소년 용사 등장!      | 2020년 6월 30일 |
| 16화          | 신비한 고대 바코드 문명! 쥬라기의 파괴신!!           | 2020년 6월 30일 |
| 17화          | 신비한 고대 바코드 문명! 신성한 후계자!              | 2020년 7월 7일  |
| 18화          | 바 낚시 리그 개막! 소울 루어를 되찾아라!             | 2020년 7월 7일  |
| 19화          | 바 낚시 리그! 바 소울 빙고 게임!                     | 2020년 7월 14일 |
| 20화          | 바 낚시 리그 종료! 부단장의 검은 속셈!               | 2020년 7월 14일 |
| 21화          | 최악의 적! 천지신령의 등장!                          | 2020년 7월 21일 |
| 22화          | 나화신의 비밀! 천지신령 사냥의 이유!                 | 2020년 7월 21일 |
| 23화          | 절망의 파괴신! 천지신령급 바 소울 최종 단계!         | 2020년 7월 28일 |
| 마지막(24) 화 | 흔들리는 지구! 천지신령급 바 소울을 잡아라!          | 2020년 7월 28일 |